# Larsens shelfis

Lägeskarta över Larsens shelfis

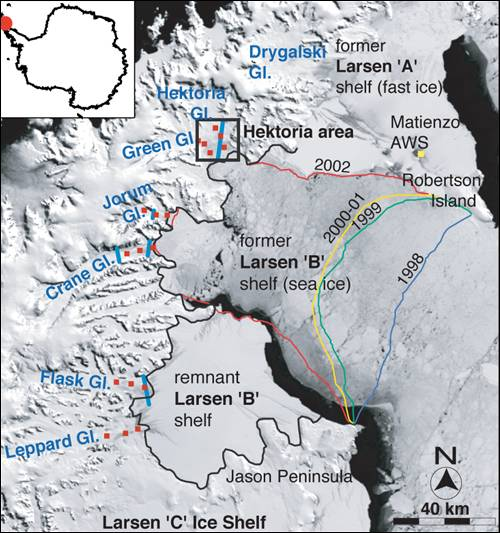
Larsen B:s kollaps 2002. Markerat är även den gradvisa minskningen av shelfen från 1998 till 2002

Larsens shelfis (alternativt Larsen-shelfen; engelska Larsen Ice Shelf) är en lång shelfis i nordvästra delen av Weddellhavet som sträcker sig längs den östra delen av den Antarktiska halvön från Cape Longing längs Palmer Land och Ellsworths land till området omedelbart söder om Hearst Island. Den har fått namn efter den norske kaptenen Carl Anton Larsen, som med fångstfartyget Jason seglade längs shelfen till 68°10' S i december 1893.

## Geografi
Larsen-shelfen består av tre separata shelfisar som täcker (eller täckte) tre bukter längs den västra sidan av den mot norr uppstickande Antarktiska halvön. Från norr kallar forskare de tre separata shelfisarna för Larsen A (den minsta), Larsen B och Larsen C (den största). Larsen A-shelfen kollapsade i januari 1995. Den större Larsen B försvann till stora delar i ett dramatiskt förlopp under 35 dagar år 2002. Larsen C förefaller vara stabil för närvarande, men det råder skilda meningar huruvida Larsen C står inför en omedelbar kollaps, eller om det kommer att ta längre tid. Larsen A och B:s kollapser har varit element i debatten om klimatförändringen och den globala uppvärmningen. 

## Larsen B:s kollaps 2002

Förhållandet mellan stabila shelfisar, instabila som kalvar snabbare, och hur detta påverkar glaciärerna inne på landmassan

Förloppet för Larsen B:s kollaps var ovanligt. Shelfisen vid Antarktis är oftast flera hundra meter tjock (Larsen B var cirka 220 m). Shelfisar matas ständigt med ny is från glaciärer på land. Detta balanserar i en stabil shelfis av att shelfen förlorar massa genom att bitar av shelfisen faller av (kalvas) som isberg; samt dessutom genom avsmältning från shelfen, både från ovansidan och från isens undersida. Kalvningen kan visserligen resultera i mycket stora isberg, men det som skedde med Larsen B i början av 2002 var något helt annat:
Med början 31 januari och fram till 7 mars 2002 släppte 3 275 kvadratkilometer is från shelfen, och flöt ut i Weddelhavet som tusentals gigantiska isberg. Området som försvann från shelfen motsvarar ungefär Luxemburgs storlek – eller ett annat exempel, som ofta används i den amerikanska debatten och populärkulturen: ungefär lika stort som den amerikanska delstaten Rhode Island. Forskare från Hamilton College i New York anser sig ha bevis för att det överhuvudtaget inte har skett någon liknande kollaps av shelfis i Antarktis av denna omfattning sedan förra istiden. Tillsammans med annan avsmältning och kalvning som skett åren dessförinnan, har Larsen B på fem år förlorat 5 700 kvadratkilometer av sin yta, och är numera 40 procent av sin tidigare stabila omfattning.
Den 1995 försvunna Larsen A-shelfen anses ha existerat i mellan 2 000 och 4 000 år. Larsen B, däremot, beräknas ha varit stabil i 10 000 år före den aktuella kollapsen. Shelfer kallas stabila även om isen i dem fortlöpande byts ut. Isen i shelfen skjuts fortlöpande ut från glaciärer på land, och den äldsta isen i Larsen B-shelfen beräknas före kollapsen ha varit 200 år gammal.

## Orsaker till shelfens kollaps
Redan kollapsen av Larsen A 1995 förbryllade forskare, och sedan 1995 har hela Larsen-shelfen därför varit föremål för observation. Det finns därmed gott om data om situationen på Larsen B inför, under och efter kollapsen. 
Grundläggande för all teori om kollapserna är den ökande temperaturen, och den är ostridig för området, oavsett vad orsaken till denna temperaturökning är. Genomsnittstemperaturen på den Antarktiska halvön har stigit 0,5 grader per decennium sedan 1940-talet, och temperaturhöjningen där är för närvarande en av områden på jorden med den snabbaste temperaturökningen . Larsen B:s kollaps passade dock inte alls in i tidigare teorier om att shelfisens stabilitet är en funktion av årsmedeltemperaturer. Den tjocka, på havsvattnet flytande isplattformen borde enligt tidigare teorier inte ha disintegrerat så snabbt och så omfattande om man tar hänsyn till den aktuella ökningen av årsmedeltemperaturen.
Amerikanska forskare  har utvecklat en ny teori, som bygger på att det centrala inte är årsmedeltemperaturen utan specifikt sommartemperaturen, och att förekomsten av stora smältvattendammar ovanpå isen är det som kan destabilisera shelfen. Smältvattnet flyter ned i de ytsprickor som förekommer i shelfen och utvidgar dessa gradvis. Sydsommaren 2002 hade haft en ovanligt varm vår, vilket lett till mycket stora ansamlingar av smältvatten på Larsen B. Dagarna före kollapsen observerades också hur dessa stora smältvattendammar plötsligt krympte markant. Teorin är att vattnet snabbt utvidgade sprickorna och trängde ned till shelfens fulla djup, vilket ledde till den plötsliga samtidiga kalvningen av stora delar av Larsen B. Teorin stöds också av att de områden av shelfen som klarade sig hade väsentligt mindre omfattning av smältvattendammar på ytan. Andra kompletterande teorier som nu provas i datasimuleringar är ökning av havsvattnets temperatur och förändringar i de havsströmmar som går under shelfen.
Situationen för den sydligaste och största shelfen Larsen C, liksom för flera andra gigantiska shelfer vid Antarktis, är osäker. Larsen C anses vara mycket nära sin kritiska stabilitet, och det råder olika teorier om hur länge den kan klara sig, alltifrån något decennium till kanske bara något år.

## Shelfkollapsens betydelse för klimatet och havsnivån
Shelfer som försvinner eller kollapsar har ingen eller begränsad direkt effekt på havsvattennivån, eftersom den kalvande isen redan flöt ovanpå havet. Dess långsiktiga effekt är däremot betydligt större. Shelferna fungerar som broms för de gigantiska antarktiska glaciärerna som föder den med ständigt ny is. Om hastigheten i glaciärernas nedflytning till havet ökar på grund av denna minskade bromseffekt, så minskar istäcket på den Antarktiska kontinenten, och världshaven får över tid ta emot större mängder vatten som tidigare varit bundet på den Antarktiska kontinenten. Effekterna för det globala klimatet av den Antarktiska ismassans ökande avsmältning, se global uppvärmning.

## Upptäckt av tidigare okänt ekosystem
Efter Larsen B:s kollaps har forskare från US Antarctic Program upptäckt ett tidigare helt okänt ekosystem under den tidigare shelfisen. 800 meter under vattenytan, i kallt och tidigare totalmörkt vatten, hittades musslor och bakterieanhopningar i ett fungerande ekosystem. Till skillnad från organismer som använder fotosyntes för att utvinna energi anser forskarna att dessa organismer använder metan. Vad som händer med detta ekosystem nu när shelfen ovanför försvunnit är oklart, men teorin är att området kommer att tas över av mer normal bottenvegetation och fauna, motsvarande vad som finns på sådant djup på andra ställen i Södra Ishavet.